# Ciba (okręg Marusza)
Ciba – wieś w Rumunii, w okręgu Marusza, w gminie Crăciunești. W 2011 roku liczyła 224 mieszkańców.